# Polizia di Stato
Die Polizia di Stato (italienisch für „Staatspolizei“) ist eine der beiden allgemeinen italienischen Polizeien. Sie untersteht der „Hauptabteilung für öffentliche Sicherheit“ (Dipartimento della Pubblica Sicurezza) des italienischen Innenministeriums in Rom. Der Leiter dieser Abteilung ist „Generaldirektor für die öffentliche Sicherheit“ und damit zugleich Koordinator aller nationalen Polizeien. Daneben ist er „Chef“ der Polizia di Stato. Sie besteht aus knapp 100.000 Beamten (Stand 2023) und ist im Gegensatz zu den Carabinieri (Notruf 112) vorwiegend in Städten tätig. Die Notrufnummer ist 113.

## Organisation

### Zentrale Organisation
Die zwölf Abteilungen des Dipartimento della Pubblica Sicurezza leiten und verwalten alle Zweige der Polizia di Stato. Daneben koordinieren sie die Arbeit der Carabinieri, der Guardia di Finanza und anderer Polizeien. Die Direzione Investigativa Antimafia (DIA) untersteht dem Dipartimento ebenso direkt wie der polizeiliche Staatsschutz (Polizia di Prevenzione – DIGOS).

### Regionale Organisation
Nachstehende „interregionale Polizeidirektionen“ hatten bis 2007 überwachende und koordinierende Aufgaben zwischen der nationalen Ebene und den allgemeinen Polizeibehörden der örtlichen Ebene. In dieser Form wurden sie 2009 definitiv abgeschafft. Verblieben sind stattdessen logistische Unterstützungszentren in:
- Turin (für Aostatal, Piemont, Ligurien),
- Mailand (für Lombardei, Emilia-Romagna),
- Padua (für Venetien, Trentino-Südtirol, Friaul-Julisch Venetien),
- Florenz (für Toskana, Umbrien, Marken),
- Rom (für Latium, Abruzzen, Sardinien),
- Neapel (für Kampanien, Molise, Basilikata, Apulien) und
- Catania (für Sizilien, Kalabrien).

Demgegenüber haben einige besondere Organisationszweige der Staatspolizei ihre regionale Struktur beibehalten. Dazu gehören unter anderem die Verkehrspolizei, die Bahnpolizei oder auch die Bereitschaftspolizei. Sie haben regionale Direktionen, jedoch nicht in allen 20 Hauptstädten der italienischen Regionen, da kleinere Regionen von den Direktionen in größeren Regionen oft mitverwaltet werden. Auf Sizilien gibt es ausnahmsweise jeweils zwei Direktionen (Palermo und Catania), in Venetien befinden sich die Polizeidirektionen in Padua statt in Venedig.

### Örtliche Organisation
Die wichtigste operative Einheit der Polizia di Stato ist die Quästur (Questura, in etwa einem deutschen Polizeipräsidium bzw. einer Polizeidirektion vergleichbar), dem ein Quästor (Questore) vorsteht. In fast jeder italienischen Provinz gibt es eine Quästur (2023 waren es 106). Der Präfekt als oberster Vertreter der Regierung in der Provinz ist für die öffentliche Sicherheit in der Provinz verantwortlich. Zu diesem Zweck verfügt er als Führungs- und Koordinierungsorgan über das „Provinzkomitee für die öffentliche Sicherheit“ (comitato provinciale per la pubblica sicurezza), in dem die Leiter der Provinzkommandos der Staatspolizei, der Carabinieri, der Guardia di Finanza und anderer Behörden vertreten sind. Der Quästor ist in diesem Zusammenhang nicht nur Chef der Einheiten der Polizia di Stato in der jeweiligen Provinz, sondern im Auftrag des Präfekten auch Polizeikoordinator in der Provinz.
In der Quästur gibt es zentrale Dienststellen verschiedener Staatspolizeidienste, so der Kriminal- und der Schutzpolizei, aber auch polizeiliche Meldeämter, Ausländerämter oder Dienststellen des Staatsschutzes. Der Quästur sind eine mobile Kriminalpolizeieinheit (squadra mobile) und mehrere Polizeikommissariate (commissariato) unterstellt. Die Kommissariate sind in manchen Bereichen auch polizeibehördliche Außenstellen von Ämtern der Quästuren. In den Städten ist das Netz der Kommissariate wesentlich engmaschiger als auf dem Land, wo schwerpunktmäßig die Carabinieri tätig sind.
Die Verkehrspolizei und andere besondere Organisationszweige haben auch auf Provinzebene eine eigene Struktur, wobei deren Dienststellen oft zusammen oder in der Nähe „normaler“ Polizeidienststellen untergebracht sind.

## Polizeidienste

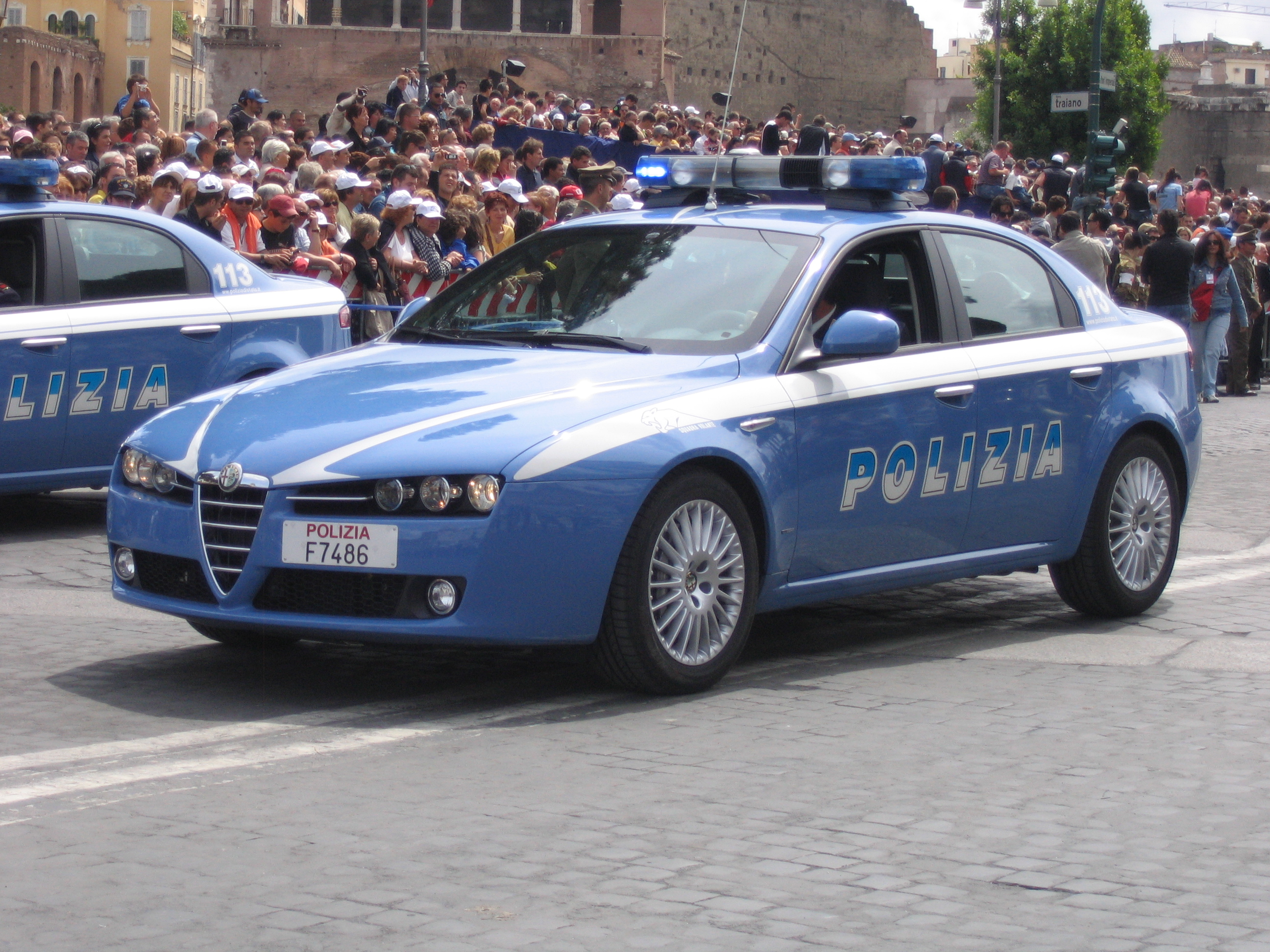
Alfa Romeo 159 der Verkehrspolizei (Polizia Stradale)

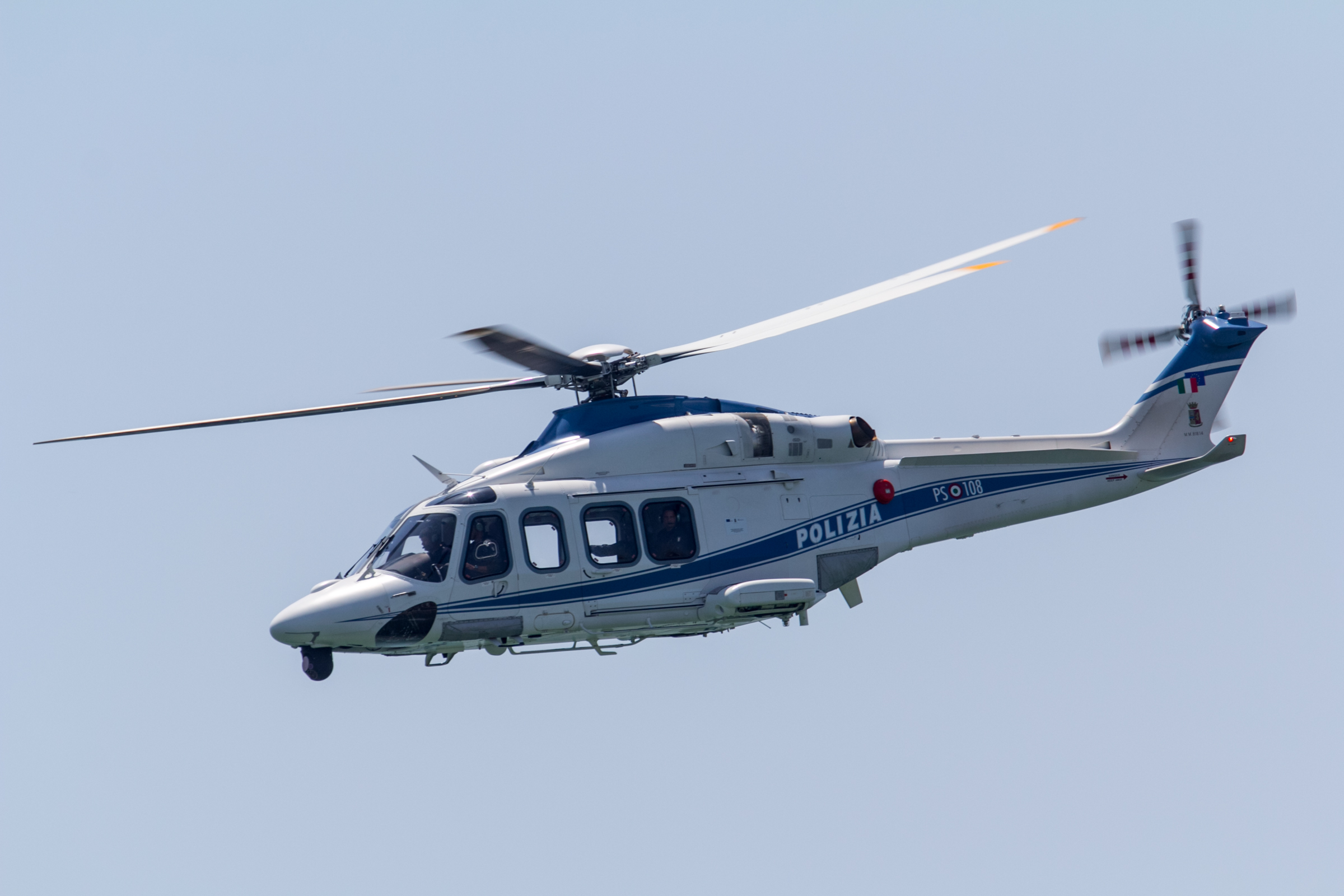
Agusta AW139 der Polizia di Stato

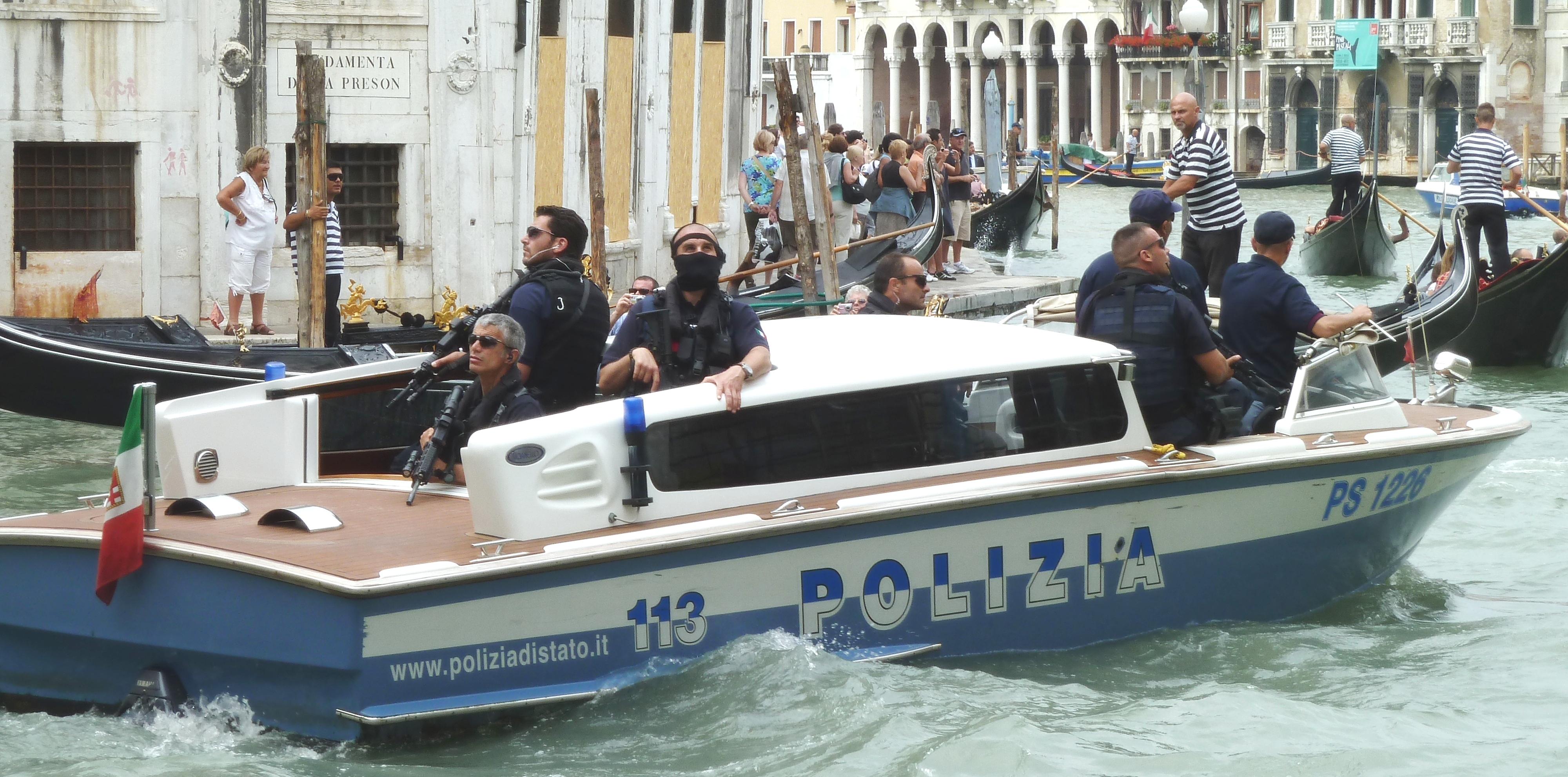
Polizeiboot in Venedig

Grundsätzlich unterscheiden alle italienischen Polizeien zwei Polizeidienste, nämlich den Polizeivollzugsdienst (Polizia Amministrativa – „Verwaltungspolizei“) und den polizeilichen Ermittlungs- und Justizdienst (Polizia Giudiziaria – „Gerichtspolizei“). Letzterer umfasst alle Polizeibeamten (inkl. Carabinieri u. a.), die den Staatsanwaltschaften und Untersuchungsrichtern als Herren des Ermittlungs- bzw. Strafverfahrens als Hilfskräfte direkt unterstellt sind. Diese Polizeibeamten arbeiten somit im Bereich der Justiz und nicht mehr unmittelbar im Weisungsbereich des Innenministeriums. Darüber hinaus kennen die Guardia di Finanza und die Steuer- und Zollverwaltung noch den Steuerfahndungsdienst (Polizia Tributaria – „Steuerpolizei“) und den Zollvollzugsdienst oder Finanzermittlungsdienst (Polizia Valutaria, also „Valorenpolizei“ oder Finanzpolizei im engeren Sinn).
Unabhängig von diesen polizeitruppenübergreifenden Dienststellungen gibt es in der Polizia di Stato neben der Kriminal- und der Schutzpolizei folgende besondere Organisationszweige, die rund ein Viertel des Gesamtpersonals der Staatspolizei umfassen:
- Polizia Stradale (kurz polstrada, Verkehrspolizei, 19 regionale Direktionen, 14 Autobahnpolizei-Einsatzzentren)
- Polizia Ferroviaria (kurz polfer, Bahnpolizei, 15 regionale Direktionen)
- Polizia Postale e delle Comunicazioni („Post- und Telekommunikationspolizei“, besonders gegen Internetkriminalität, 20 regionale Direktionen),[3] seit 1981
- Polizia dell’Immigrazione e delle frontiere (Grenzpolizei, 9 regionale Direktionen)
- Polizia Marittima (Wasserschutzpolizei, rund 170 Boote)
- Polizia in Montagna („Gebirgspolizei“ und Bergwacht, Ausbildungszentrum in Moena)[4]
- Servizio Aereo (Fliegerstaffeln, seit 1971, Hauptquartier in Pratica di Mare, 11 Staffeln, 60 Hubschrauber, 20 Propellerflugzeuge)
- Polizia Scientifica (Kriminaltechnik, Teil der Kriminalpolizeiabteilung Rom, 14 regionale Zentren und Stellen in Polizeipräsidien)
- Reparti Mobili (Bereitschaftspolizei, 14 Abteilungen)
- Besondere Dienststellen (z. B. Sprengmeister, Taucher, Musikkorps u. a.)

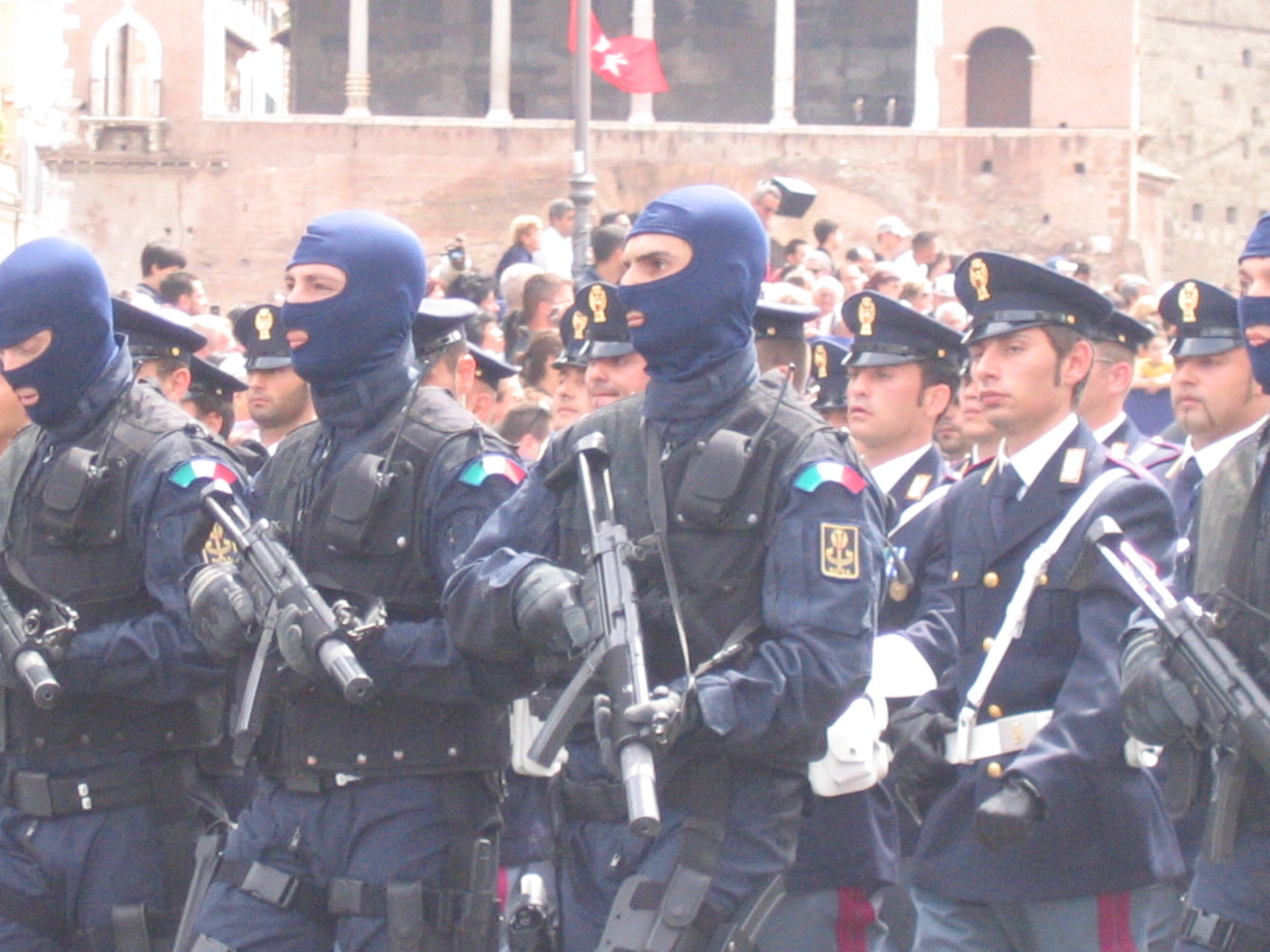
Spezialeinheit, Nucleo Operativo Centrale di Sicurezza (NOCS)

Wie die Carabinieri mit dem Gruppo d'Intervento Speciale (GIS) verfügt auch die Polizia di Stato mit dem Nucleo Operativo Centrale di Sicurezza (NOCS) über ein Spezialeinsatzkommando.

## Rekrutierung und Ausbildung
Die Aufnahme zur Ausbildung des Polizeibeamten erfolgt durch ein offenes Auswahlverfahren, das eine feste Aufnahmequote für die Familienangehörigen der im Staatsdienst ums Leben gekommenen und Verwundeten, häufig Militär- und Polizeikräfte, vorschreiben kann. Solche Aufnahmequoten gibt es auch für Bewerber des einfachen bzw. mittleren Polizeidienstes, die sich entweder noch in der Erfüllung ihres freiwilligen, wahlweise einjährigen (VFP1) bzw. vierjährigen (VFP4), Militärdienstes befinden oder diesen bereits abgeschlossen haben.
Für die Aus- und Fortbildung der Polizisten des höheren Dienstes ist die Scuola superiore di polizia in Rom zuständig. Anwärter des gehobenen Dienstes und Teile des mittleren Dienstes werden an Polizeischulen in Nettuno und Spoleto ausgebildet. Für angehende Polizeibeamte des mittleren Dienstes bestehen Schulen in Alessandria, Campobasso, Caserta, Peschiera del Garda, Piacenza, Triest und Vibo Valentia. Darüber hinaus gibt es Ausbildungszentren für die Verkehrs-, Bahn-, Post- und Telekommunikations- und die Grenzpolizei in Cesena, für die Schutzpolizei in Pescara, für den Polizeidienst im Gebirge in Moena, für Personenschützer und Sonderaufgaben in Abbasanta, für Spezialeinheiten in Spinaceto bei Rom sowie für die Gerichtspolizei in Brescia.

## Geschichte
Die italienische Staatspolizei wurde mit einem Gesetz vom 11. Juli 1852 (1404/1852) als Corpo delle Guardie di Pubblica Sicurezza im damaligen Königreich Sardinien-Piemont gegründet. Während des Faschismus militarisierte man diese Polizeiorganisation und übertrug ihr alle „Staatsschutzaufgaben“. Die Polizei-Einheiten in den italienischen Kolonien wurden ab 1937 von der Polizia dell’Africa Italiana abgelöst, die 1945 größtenteils im „Sicherheitsbeamtenkorps“ aufging. Mit einem Gesetz vom 1. April 1981 (121/1981) gab man der Organisation wieder ihren zivilen Status zurück und änderte den Namen in Polizia di Stato (letztlich eine Umgestaltung der Abkürzung „PS“ von Pubblica Sicurezza in Polizia di Stato). Weil dieses Gesetz am 10. April 1981 in Kraft trat, begeht die Staatspolizei am 10. April jeden Jahres ihren Feiertag und erinnert dabei auch an ihre Gründung im Jahr 1852.